# Lieder, die die Welt nicht braucht
Lieder, die die Welt nicht braucht ist das zweite Studioalbum des deutschen Duos Die Doofen aus dem Jahr 1995.

## Hintergrund
Die Erstveröffentlichung von Lieder, die die Welt nicht braucht erfolgte am 3. April 1995 durch Ariola. Das Album setzt sich aus 18 Titeln zusammen, darunter der Nummer-eins-Hit Mief! (Nimm mich jetzt, auch wenn ich stinke!). Alle Lieder wurden von den beiden Doofen-Mitgliedern Wigald Boning und Olli Dittrich geschrieben beziehungsweise komponiert. Diese zeichneten auch, zusammen mit Jeopard, für die Produktion verantwortlich.

## Titelliste
1. Prolog – 0:30
2. FKK – 2:13
3. Toastbrotbaby – 2:21
4. Mief! (Nimm mich jetzt, auch wenn ich stinke!) – 3:06
5. Ich bau Dir ein Haus aus Schweinskopfsülze – 2:44
6. Schnuckibärchen – 2:19
7. Es geht ein Pullunder auf Reisen – 2:29
8. Der Große-Onkel-Quetschungs-Blues – 2:27
9. Muh, Muh, Muh – 2:25
10. Ein Hoch auf das Fest der Liebe – 2:08
11. MöbelModel – 2:08
12. Warum? – 2:43
13. Jesus – 1:51
14. Tuff Tuff Tuff (Wir fahren in den Puff) – 2:04
15. Hatschi Halef Omar – 1:25
16. Bänderdehnung in der Unterhose – 0:28
17. Volltreffer – 2:49
18. Segelohr – 3:12

## Rezeption

### Charts und Chartplatzierungen
| ChartsChartplatzierungen | Höchstplatzierung | Wochen |
| ------------------------ | ----------------- | ------ |
| Deutschland (GfK)        | 1 (34 Wo.)        | 34     |
| Österreich (Ö3)          | 1 (20 Wo.)        | 20     |
| Schweiz (IFPI)           | 7 (15 Wo.)        | 15     |

| ChartsJahrescharts (1995) | Platzierung |
| ------------------------- | ----------- |
| Deutschland (GfK)         | 5           |
| Österreich (Ö3)           | 19          |
| Schweiz (IFPI)            | 30          |

### Auszeichnungen für Musikverkäufe
| Land/Region        | Auszeichnungen für Musikverkäufe (Land/Region, Auszeichnung, Verkäufe) | Verkäufe |
| ------------------ | ---------------------------------------------------------------------- | -------- |
| Deutschland (BVMI) | 3× Gold                                                                | 750.000  |
| Österreich (IFPI)  | Platin                                                                 | 50.000   |
| Schweiz (IFPI)     | Gold                                                                   | 25.000   |
| Insgesamt          | 2× Gold · 2× Platin ·                                                  | 825.000  |